# マーガレットコミックス
マーガレットコミックスは、集英社が発行する日本の漫画単行本レーベル。同社の少女漫画雑誌『マーガレット』・『別冊マーガレット』に掲載された作品を主に、『Cocohana』（旧『コーラス』）・『Cookie』に掲載された作品も収録している。少女漫画のベストセラーを多数抱える。

## 概要
1967年12月、『マリイ・ルウ』（西谷祥子、MC1）、『ハイジ』（わたなべまさこ、MC2）、『すてきなコーラ』（水野英子、MC3）の3作品から刊行が開始された。当時の定価は200円で、「MC」で始まる通し番号を付与した。表紙をカラー印刷とし、当時の新刊書籍の主流であったビニールカバーをかけるスタイルを取っていたが、1974年3月20日発行のMC145『ベルサイユのばら』8巻（池田理代子）とMC147『フーちゃん』1巻（いまいかおる）以降、紙カバーに変更された。
編集専門の関連会社として1973年に発足した白泉社が編集を手がけたものが1980年代にかけて多くみられた。また『ハイジ』や『白いトロイカ』（水野英子、1巻1970年1月20日発行、2巻1970年2月20日発行）など、白泉社花とゆめコミックスで再刊されているものもある。これら花とゆめコミックス再刊版の収録内容は、一部作品を除き原則としてマーガレットコミックス版と同じだが、表紙のイラストは変更されているものが多く、『すきすきビッキ先生』（望月あきら、1968年6月20日発行）のように花とゆめコミックスで完全版となっているものもある。
1980年代後半以降、独自レーベルだった『セブンティーン』系列誌および『ぶ〜け』掲載作の単行本をマーガレットコミックスレーベルに統合した。
カバーデザインは1967年の創刊以来、天地に金色の帯があしらわれた統一フォーマットが2001年まで用いられた。表1の上側金帯には「MARGARET COMICS」表記と任意2色の連続するひし形模様があしらわれ、背に金色のティアラマーク、表4にはピンク・黄緑・黄色の丸型8式ルーレットのシンボルが描かれていた。タイトル文字は原則として赤1色のゴシック体で、作者名とあわせて初期は手書きレタリングによる文字が用いられた。のち作者名が写真植字（写研石井太ゴシック体→ゴナE）による文字に切り替えられた後も、タイトル部のみ1980年代まで長く手書きレタリング文字が用いられた。
2001年の新規刊行分から統一フォーマットの使用を取りやめ、表1に「MC」ロゴを配する以外は、同じ集英社のりぼんマスコットコミックスと同様にデザインが自由となった。背表紙はティアラマーク下の英語表記が従来の「MARGARET」から「MARGARET COMICS」に変わった以外は大きな変化はなく、旧デザインの印象を残している。

### マーガレットコミックスワイド版
1980年代末から1990年代初頭にかけて、A5判のワイド版が刊行されていた。ワイド版最初の刊行は細井玲子の「まんまるハイスクール」（別冊マーガレット連載）である。その後楠本まき、こなみ詔子、尾崎南などマニア層に人気のある作家の作品数点が刊行された。
デザインは当初新書判サイズのものをそのまま踏襲したが、まもなくカバー背表紙上部のティアラマークを除きすべて作品毎独自のデザインとなっている。

## マーガレットレインボーコミックス
子会社の集英社クリエイティブ（旧・創美社）からの発行。新人や短編の多い作家の作品を収録している。ほとんど単巻だが、柴田昌弘「紅い牙」などシリーズ化された作品もある。
デザインは刊行当初は手書きタイトルや背表紙の五連の円など独特のものであったが、1980年代にはレーベル表記を除きマーガレットコミックスとほぼ同一のものとなっている。